# Cueva de El Soplao
Cueva de El Soplao är en grotta i Spanien.   Den ligger i provinsen Provincia de Cantabria och regionen Kantabrien, i den norra delen av landet, 300 km norr om huvudstaden Madrid. Cueva de El Soplao ligger 541 meter över havet.
Terrängen runt Cueva de El Soplao är kuperad. Runt Cueva de El Soplao är det glesbefolkat, med 11 invånare per kvadratkilometer. Närmaste större samhälle är San Vicente de la Barquera, 9,9 km norr om Cueva de El Soplao. Omgivningarna runt Cueva de El Soplao är en mosaik av jordbruksmark och naturlig växtlighet.